# Piedade (Lajes do Pico)
Piedade is een plaats (freguesia) in de Portugese gemeente Lajes do Pico en telt 902 inwoners (2001). De plaats ligt op het eiland Pico, onderdeel van de Azoren.